# Борат 2
„Борат 2“ (на английски: Borat Subsequent Moviefilm, пълно заглавие на английски: Borat Subsequent Moviefilm: Delivery of Prodigious Bribe to American Regime for Make Benefit Once Glorious Nation of Kazakhstan, в превод "Борат, Последователният Кинофилм: Предоставяне на огромен подкуп на американския режим за облагодетелстване на някога славната Казахстанска нация") е продуцирана в САЩ комедия от 2020 година на режисьора Джейсън Уолинер с участието на Саша Барън Коен и Мария Бакалова. Филмът е продължение на комедията „Борат“.

## Сюжет
Внимание:  Текстът по-долу разкрива сюжета на произведението (или части от него)!
Преди четиринадесет години казахстанският журналист Борат Сагдиев прави своето прочуто пътуване до Съединените щати, в резултат на което Казахстан и неговото население биват опозорени в очите на световната общност. Затова Борат е изпратен на тежък труд и той вече не се надява на спасение. Но един ден Сагдиев е извикан от самия министър-председател на страната Назарбаев, който му предлага сделка – Борат трябва да отиде отново в САЩ и да даде на вицепрезидента Майкъл Пенс маймуната Джони (който е едновременно министър на културата на Казахстан и най-популярната порно звезда), за да възстанови репутацията на Казахстан пред света. Ако направи това, Сагдиев ще е напълно реабилитиран и ще може отново да стане репортер.
Радостният Борат приема това предложение, но преди да тръгне решава да посети родното си село. Там Сагдиев открива, че съседът му Нурсултан Тулякбай е откраднал семейството и къщата му и че Борат има петнадесетгодишна дъщеря Тутар, която живее в плевнята му. Тя моли баща си да я заведе в САЩ, но Борат отказва и заминава на дълго пътуване с кораб. Пристигайки в САЩ, Сагдиев открива, че много местни го разпознават на улицата и затова е принуден да се гримира и преоблече. Скоро кутията с подаръка пристига в САЩ, но там, за ужас на Борат, не е маймуната, а Тутар, който е изяла подаръка за вицепрезидента. След кореспонденция по факс с премиера Назарбаев, Сагдиев решава да даде на Пенс дъщеря си.
За да изглежда Тутар красива, Борат решава да я преобрази. Те посещават моден магазин, където Сагдиев купува красиви неща за дъщеря си. Тутар получава нова прическа и използва козметика за първи път в живота си, превръщайки се в наистина красиво момиче. Борат, който все по-често изпитва бащински чувства към дъщеря си, я храни със сладкиши, което почти води до трагедия, тъй като Тутар поглъща пластмасово дете, украсяващо торта. Когато Борат и дъщеря му отиват при лекаря, те обясняват всичко толкова неразбираемо, че бедният лекар решава, че Сагдиев иска от Тутар да направи аборт, тъй като е бременна от баща си. Скоро Борат и Тутар, наричайки се с измислени имена, присъстват на дебютантски бал. Събитието завършва със скандал, тъй като по време на танца Тутар получава менструация и всички зрители неволно наблюдават кървавите гащи и крака на дъщерята на Борат.
Накрая Сагдиев и дъщеря му пристигат на конвенцията на Републиканската партия на САЩ, а Борат, преоблечен като Доналд Тръмп и облечен в маската му, се опитва да представи дъщеря си на вицепрезидента на САЩ Майкъл Пенс, който говори на срещата. Шокираният Пенс разбира се не приема подобен „подарък“, охраната изгонва Сагдиев, а премиерът Назарбаев, вбесен от поредния неуспех на Борат, му нарежда незабавно да се върне в Казахстан за екзекуция. В желанието си да помогне на баща си, Тутар предлага да я даде на един от приятелите на Тръмп – Рудолф Джулиани.
Тъй като някога Джулиани е разкрил, че харесва жени с големи гърди, Борат води дъщеря си при пластичен хирург за операция за уголемяване на бюста. Това е скъпо удоволствие, а Сагдиев няма достатъчно пари и започва работа като фризьор, за да събере необходимата сума. Борат дава дъщеря си на професионалната бавачка Джанис Джоунс и от нея Тутар научава, че почти всичко, което ѝ е казано в Казахстан за жената и нейното място в съвременния свят, е лъжа. Оказва се, че една жена може да кара кола и да докосва влагалището си без страх! Тутар се скарва с баща си, обвинявайки го, че я потиска, и отказва да се подложи на операция за уголемяване на бюста. Тя решава да напусне Борат и да започне самостоятелна кариера като репортер. Освен това Тутар информира Борат, че Холокостът е измислица и че никога не се е случвал.
Шокиран от напускането на дъщеря си, Борат решава да се самоубие и отива в най-близката синагога с костюма на „типичен“ (както смята самият Сагдиев) евреин. Борат очаква в синагогата да започне стрелба, но вместо това е посрещнат от две прекрасни старици, едната от които е оцеляла от Холокоста. След като научава, че Холокостът се е случил, Борат се радва отново на живота и тръгва да търси дъщеря си, но скоро открива, че улиците на градовете са пусти поради пандемията от COVID-19. Сагдиев среща двама американци и остава при тях. И двамата нови познати на Борат са пламенни републиканци и затова постоянно казват на шокирания Сагдиев „ужасната истина“ за COVID-19 и за „коварните престъпления“ на Демократическата партия на САЩ. Докато гледа новини на компютъра, Борат случайно разпознава дъщеря си на една снимка. Оказва се, че Тутар е станала кореспондент и скоро ще има репортаж от митинг срещу ограничителните мерки, наложени заради коронавируса.
Заедно с новите си приятели, маскираният Борат пристига на митинга. След като случайно се появяв на сцената, Сагдиев започва да пее екстремистка песен, в която призовава да убива демократи, кореспонденти и учени, докато новите познати на Борат убеждават Тутар да стане подарък за Рудолф Джулиани. Тя се съгласява и урежда интервю с него, за да го прелъсти. Тутар почти успява да осъществи плановете си, но в последния момент се намесва Борат и всичко се проваля. Сагдиев осъзнава, че бащинските му чувства не позволяват да даде Тутар за сексуалните удоволствия на Джулиани. В името на единствената си дъщеря Борат е готов да умре, но не и да позволи моминската ѝ чест да страда. Сагдиев и Тутар се завръщат в Казахстан, а Борат очаква екзекуция, защото не е изпълнил заповедите на Назарбаев.
Никой обаче няма да екзекутира Сагдиев. Борат случайно открива, че Назарбаев го е използвал като отмъщение, защото е направил Казахстан за смях с филма си. Преди да замине за САЩ, Борат е заразен с вируса SARS-CoV-2 чрез инжектиране на „цигански сълзи“, което го прави „нулев“ пациент на епидемията COVID-19. Борат използва касетите на телефона си, за да убеди Назарбаев, че признанието му за коварния план за разпространение на COVID-19 е записано и изпратено до някой Брайън. Всъщност това е обикновен американец, който продава телефона си на Борат, но Сагдиев казва на Назарбаев, че Брайън е щатският министър на технологиите. Борат и Тутар изнудват Назарбаев, принуждавайки го да върне Сагдиев на работното му място и да промени законите на женоненавистта в Казахстан. Вече не булките, а младоженците се изпращат за износ. И Тутар, и Борат започват да работят заедно като репортери и са щастливи.

## Актьорски състав
| Актьор          | Роля                                            |
| --------------- | ----------------------------------------------- |
| Саша Барън Коен | Борат Сагдиев – казахстански журналист          |
| Мария Бакалова  | Тутар Сагдиев – дъщеря на Борат                 |
| Дани Попеску    | Назарбаев – министър-председател на Казахстан   |
| Мануел Виеру    | д-р Ямак                                        |
| Мирослав Толж   | Нурсултан Тулякбай – омразният съсед на Борат   |
| Алин Попа       | Хюи Луис / Джефри Епщайн Сагдиев – син на Борат |
| Йон Георге      | Билак Сагдиев – син на Борат                    |
| Николае Георге  | Бирам Сагдиев – син на Борат                    |
| Майк Пенс       | Себе си                                         |
| Руди Джулиани   | Себе си                                         |
| Рита Уилсън     | Себе си                                         |
| Том Ханкс       | Себе си                                         |

## Интересни факти
- Дори по време на снимките на първия филм „Борат“ Саша Барън Коен сериозно рискува живота и здравето си, за да го заснеме. По време на снимките на „Борат 2“ обаче Коен се сблъсква с още по-опасни ситуации, свързани с пандемията на COVID-19 и заснемането на различни политически протести, митинги и бунтове, така че в няколко случая Саша трябва да носи бронежилетка.
- Пълното заглавие на филма гласи, както следва: „Следващият филм за Борат: даване на огромен подкуп на американския режим, за да се възползва от някога славния народ на Казахстан“ („Borat Subsequent Moviefilm: Delivery of Prodigious Bribe to American Regime for Make Benefit Once Glorious Nation of Kazakhstan“).
- Снимките се провеждаха от края на 2019 г. до лятото на 2020 г. и не са разкрити на пресата или зрителите до септември 2020 г.
- Тутар, изиграна от Мария Бакалова, говори на български във филма. Синовете на Борат, д-р Ямак и казахстанският министър-председател, са изиграни от румънски актьори, които говорят румънски, докато Нурсултан Тулякбай, изигран от хърватски актьор, говори хърватски.
- На професионалната бавачка Джанис Джоунс, при която Борат води дъщеря си Тутар, всъщност е платено 3600 щ.д., но тя е смятала, че участва в снимките на сериозен документален филм и не е имала представа, че Саша Барън Коен и Мария Бакалова всъщност играят. По-късно Джоунс похвалва филма и актьорската игра на Мария.
- Саша Барън Коен седи в килера близо пет часа на Конференцията за консервативни политически действия (CPAC) 2020, очаквайки вицепрезидента Майк Пенс да говори.
- Надписите на филма завършват с отказ от отговорност, в който се посочва, че филмът не е свързан с правителството и народа на Казахстан.
- Ако цената на операцията за увеличаване на бюста на Тутар Сагдиева в размер на 21 751 щатски долара е в тенге –  казахстанската валута, както първоначално предполага Борат – цената на операцията ще бъде около 51 щатски долара.
- Името на дъщерята на Борат – Тутар, се превежда като „дъщеря“ на естонски.
- Във филма „Борат“ родното казахстанско село на Борат, наречено „Кузцек“, всъщност е румънското село Глод, разположено във Влашко. След излизането на първия филм селяните реагират изключително негативно на видяното и дори мислят да съдят Саша Барон Коен. Затова „Кузчек“ в „Борат 2“ е заснет в друго, но отново румънско село.
- Тутар Борат купи клетка за дъщеря си във фермерски магазин в Енумкло, Вашингтон. И, разбира се, продавачът не е подозирал, че участва в снимките на комедия.
- Борат постоянно използва факс за комуникация с премиера на Казахстан. Собственикът на магазина Алън Смит, както и много други „неволни актьори“, е подведен от съобщението, че участва в снимките на руски тренировъчен видеоклип. Всички сцени са заснети за един ден, а на Смит е платено да изпраща и получава факсове на истински руски номер.
- С полученият през 2021 г. за ролята на Борат Сагдиев „Златен глобус“ („Най-добър актьор във филмов мюзикъл или комедия“) във филма „Борат 2“, Саша Барон Коен става единственият актьор в историята на тази филмова награда, който печели два пъти в тази категория за ролята на един и същи герой (през 2007 г. Саша е отличен със „Златен глобус“ и за първия филм).
- Дебютът на Мария Бакалова в холивудски филм ѝ донася номинация за „Оскар“ („Най-добра поддържаща женска роля“).
- Филмът счупва световния рекорд на Гинес за филм с най-дълго заглавие, номиниран за „Оскар“. Предишният рекордьор е филмът от 1965 г. „Въздушни приключения“.
- Деветимата сценаристи, номинирани за „Оскар“ за „Борат 2“ за най-добър адаптиран сценарий, е друг рекорд, поставен от този филм.
- Във финала на филма е показано, че вместо булки, в САЩ се изпраща партида младоженци. Надписът на руски на контейнера е „Млади момчета 6 бр.“, а получателят е Кевин Спейси, който по едно време е обвинен в неприлични действия по отношение на млади момчета.